# 紫蕉

紫蕉又稱毛香蕉，或粉紅色香蕉，是野生香蕉的二倍體物種。這些植物最初來自阿薩姆邦和喜馬拉雅山脈東部。果實長3英寸（8厘米)，粉紅色，毛茸茸的。它們生在帶有粉紅色花序的直立花梗上。紫蕉在年輕時開花，一年內開花。果實成熟後剝落。
紫蕉通常作為觀賞植物種植，但肉質柔軟甜美，可以食用。種子非常堅韌，會碎掉牙齒。播種時，首先將種子在溫水中浸泡 24 小時。它們應種植在精細的堆肥中，並保持在20°-24°C（68 至 75.2F）的恆定溫度和充足的自然光下。 它們需要大約6個月的時間才能發芽。
在溫暖的月份，植物可以放在室外，但應在冬季帶入溫室或溫室或給予其他保護。紫蕉已獲得皇家園藝學會的花園優異獎。